# Shellow Bowells
Shellow Bowells is een dorp in het Engelse graafschap Essex. Shellow Bowells komt in het Domesday Book (1086) voor als 'Scelda' / 'Scelga'.